# Budova č. 10 na náměstí Orła Białego ve Štětíně
Obchodní dům na náměstí Orła Białego č. 10 je modernistická železobetonová obchodní budova, která se nachází na rohu náměstí Orła Białego a ulice Koński Kierat, ve staroměstské části Štětína, ve čtvrti Śródmieście. Je to jediná dochovaná budova z předválečného východního průčelí náměstí Orła Białego.

## Historie
Secesní budova na tehdejším Roßmarktu 16-19 byla postavena v letech 1910–1912 pro Rudolfa Scholze. Budova vznikla pro obchodní dům Eisenwarenhandlung Trompetter & Geck. Stavební práce provedla společnost Comet ze Štětína. Kostra budovy byla železobetonová.
Během bombardování Štětína ve 40. letech 20. století budova vyhořela, ale její železobetonový skelet a detaily fasády válku přežily. Rekonstrukce začala až počátkem 60. let. Při rekonstrukci byly rozebrány štíty a položena plochá střecha, odstraněna celá secesní fasáda, zvětšena a sjednocena okna. Na místě zničených činžovních domů přiléhajících k budově ze strany ulici Koński Kierat byl postaven pavilon. Po rekonstrukci byl do budovy umístěn autosalon Motozbyt (později Polmozbyt) a do pavilonu byly umístěny automobilové dílny.
V roce 2010 byly v přízemí autosalonu otevřeny dvě restaurace. Část pavilonu na straně ulice Koński Kierat si zachovala původní funkci a jsou v ní umístěny automobilové dílny Peugeot.